# Cephaloleia alternans
Cephaloleia alternans es un insecto coleóptero de la familia Chrysomelidae.
Fue descrita científicamente en 1881 por Waterhouse.